# Chiesa di San Martino a Carcheri
La chiesa di San Martino si trova a Carcheri, una località situata nel comune di Lastra a Signa in provincia di Firenze.
Era posta su un antico percorso medievale che collegava la Badia e la Pieve di Settimo alla Valdelsa e di conseguenza alla via Francigena.

## Storia
La prima testimonianza relativa a questa chiesa risale al 17 luglio 1260, quando il suo rettore Andrea Jacobi, si impegna a versare 6 staia di grano per il mantenimento dell'esercito fiorentino. A quel tempo era una suffraganea della pieve dei Santi Ippolito e Cassiano. Dopo la battaglia di Montaperti il territorio della parrocchia venne distrutto e saccheggiato dai ghibellini ma nonostante ciò alla fine del XIII secolo la chiesa era in grado di pagare 6 lire annue per la decima. La buona situazione economica del XIV secolo è confermata dall'esistenza, a Ginestra Fiorentina, dello spedale di Santa Maria, una diretta dipendenza della chiesa di Carcheri.
Nel XVI secolo la chiesa venne completamente restaurata per volta del rettore Michele di Filippo Baldovini e alla fine dello stesso secolo venne fondata la cappella della Compagnia della Santissima Annunziata; i lavori di costruzione terminarono nel 1611. Tra il 1757 e il 1758 la chiesa venne arricchita da un nuovo organo collocato nella cantoria appositamente realizzata.
Il 3 giugno 1789 il popolo di San Martino a Carcheri passò al piviere di San Vincenzo a Torri; nel 1834 il patronato era della famiglia Roti-Michelozzi che fece ricostruire l'edificio della Compagnia. Restaurata ancora nel 1976, nel 1996 ha subito un ennesimo pesante restauro.

## Descrizione
La chiesa attuale è il risultato di numerosi interventi restauro effettuati nel corso dei secoli.
I resti più antichi si trovano nella facciata, oggi preceduta da un portico, dove sono visibili i resti di un portale con arco a tutto sesto in pietra arenaria; tale portale è stato in seguito tamponato e sostituito dal portale rinascimentale realizzato in pietra serena.
L'interno è coperto a grandi capriate lignee ed è stato ridefinito in stile gotico. Nella zona presbiteriale si trovano due piccoli portali architravati con mensole concave.
Conserva un pregevole trittico degli inizi del Quattrocento, attribuito all'anonimo Maestro del 1399, raffigurante "San Martino e il povero tra santi".